# Серпуховитина, Ксения Алексеевна
Ксения Алексеевна Серпуховитина (11 ноября 1931, Усть-Лабинск — 29 мая 2014, Краснодар) — советский и российский учёный-агроном-виноградарь, доктор сельскохозяйственных наук (1989), профессор (1989). Заслуженный деятель науки Российской Федерации (1997). Лауреат Государственной премии Российской Федерации в области науки и техники (1992) и Премии Правительства Российской Федерации в области науки и техники (2003).

## Биография
Родилась 11 ноября 1931 года в Усть-Лабинске.
В 1954 году окончила факультет плодоовощеводства и виноградства Кубанский сельскохозяйственный институт. С 1954 по 1961 годы работала — агрономом-виноградарем в совхозе имени Ленина Анапского района и ассистентом кафедры виноградарства КубСХИ.
С 1965 по 2014 годы К. А. Серпуховитина работала в Северо-Кавказском НИИ садоводства и виноградства: с 1961 по 1965 годы — старший научный сотрудник, с 1965 по 1971 годы — учёный секретарь и одновременно заведующая лаборатории агрохимии и почвоведения, с 1972 по 1987 годы — заместитель директора по научной работе и одновременно с 1977 по 2012 годы — заведующий отделом виноградства, с 1989 по 1997 годы — руководитель экологического центра. С 2013 года и до конца своей жизни являлась — главным научным сотрудником и научным руководителем отдела виноградарства Северо-Кавказском НИИ садоводства и виноградства.
В 1967 году защитила кандидатскую диссертацию, в 1989 году — докторскую диссертацию на тему: «Система повышения продуктивности винограда при оптимизации питания». В 1992 году «за разработку и внедрение в России культуры винограда на филлоксероустойчивых подвоях» К. А. Серпуховитина была удостоена Государственной премии Российской Федерации в области науки и техники. В 2003 году К. А. Серпуховитина была удостоена Премии Правительства Российской Федерации в области науки и техники (2003)
К. А. Серпуховитиной сформирована научная школа по эколого-адаптивному виноградарству, под её руководством подготовлено 15 кандидатов и докторов наук, целая плеяда специалистов для практической работы в отрасли виноградарства. К. А. Серпуховитина проводила исследования, ставшие в основе одной из самых крупных и результативных научных школ в области эколого-адаптивного виноградарства и устойчивого производства винограда. В 1997 году «за заслуги в научной деятельности» К. А. Серпуховитиной было присвоено почётное звание — Заслуженный деятель науки Российской Федерации.
Умерла 29 мая 2014 года в Краснодаре.

## Основные труды
- Серпуховитина К. А. Удобрение, урожай и качество винограда / К. А. Серпуховитина, канд. с.-х. наук. - Краснодар : Кн. изд-во, 1968 г. — 112 с.
- Серпуховитина К. А. Справочник виноградаря Кубани / [ К. А. Серпуховитина, Л. И. Левченко, Л. Т. Коханова и др.]. - Краснодар : Кн. изд-во, 1981 г. — 189 с.
- Серпуховитина К. А. Удобрение и продуктивность винограда / К. А. Серпуховитина. - Краснодар : Кн. изд-во, 1982 г. — 175 с.
- Серпуховитина К. А. Промышленное виноградарство / К. А. Серпуховитина, Г. С. Морозова. - М. : Колос, 1984 г. — 352 с.
- Серпуховитина К. А. Система повышения продуктивности винограда при оптимизации питания / Краснодар, 1988 г. — 410 с.
- Серпуховитина К. А. Промышленное виноградарство : [Для ПТУ] / К. А. Серпуховитина, Г. С. Морозова, В. М. Смольякова. - 2-е изд., перераб. и доп. - М. : Агропромиздат, 1991 г. — 285 с. - (Учеб. и учеб. пособия для кадров массовых профессий). — ISBN 5-10-001836-4
- Серпуховитина К. А. Агроэкологические и экономические ресурсы устойчивого производства винограда : [Монография] / [К.А. Серпуховитина, Е.А. Егоров, А.И. Жуков, Н.Н. Перов; Под ред. К.А. Серпуховитиной]; Рос. акад. с.-х. наук. Северо-Кавк. зон. науч.-исслед. ин-т садоводства и виноградарства. - Краснодар : Северо-Кавк. зон. науч.-исслед. ин-т садоводства и виноградарства, 1999 г. — 174 с.
- Серпуховитина К. А. Критерии и принципы формирования высокопродуктивного виноградарства : материалы Международной научно-практической конференции, посвященной памятной дате - 85-летию со дня образования Анапской зональной опытной станции виноградарства и виноделия / [отв. ред. Серпуховитина К. А.]. - Анапа, 2007 г. — 302 с.
- Серпуховитина К. А. Методика проведения полевых, вегетационных и вегетационно-полевых опытов в исследованиях по системному применению удобрений / Российская акад. с.-х. наук, Северо-Кавказский зональный науч.-исслед. ин-т садоводства и виноградарства ; [разраб.: Серпуховитина К. А., Аджиев А. М., Худавердов Э. Н.]. - Краснодар : [б. и.], 2008 г. — 40 с.
- Серпуховитина К. А. Орошение виноградников : рекомендации / Серпуховитина К. А. - Краснодар : СКЗНИИСиВ, 2009 г. — 17 с.
- Серпуховитина К. А. Удобрение виноградников : рекомендации / [Серпуховитина К. А. и др.]. - Краснодар : СКЗНИИСиВ, 2009 г. — 40 с.
- Серпуховитина К. А. Методическое и аналитическое обеспечение организации и проведения исследований по технологии производства винограда [Текст] / Российская акад. с.-х. наук, Гос. науч. учреждение Северо-Кавказский зональный науч.-исслед. ин-т садоводства и виноградарства ; [науч. ред. Серпуховитина К. А.]. - Краснодар : ГНУ СКЗНИИСиВ, 2010 г. — 179 с. — ISBN 978-5-98272-055-9

## Награды
- Медаль За трудовую доблесть
- Медаль «Ветеран труда»
- Заслуженный деятель науки Российской Федерации (1997 — «за заслуги в научной деятельности»)
- Государственная премия Российской Федерации в области науки и техники (1992 — «за разработку и внедрение в России культуры винограда на филлоксероустойчивых подвоях»)
- Премия Правительства Российской Федерации в области науки и техники (2003)
- Премия Администрации Краснодарского края за работы по устойчивому производству винограда (1997, 1999, 2003, 2007)